# La Chapelle-Rainsouin
La Chapelle-Rainsouin település Franciaországban, Mayenne megyében. Lakosainak száma 413 fő (2022. január 1.). La Chapelle-Rainsouin Argentré, Livet, Saint-Léger, Soulgé-sur-Ouette, Vaiges és Évron községekkel határos.

## Népesség
A település népességének változása:
| Lakosok száma | 323  | 250  | 216  | 326  | 421  | 417  | 412  | 413  | 416  | 413  |
|               | 1968 | 1982 | 1990 | 2006 | 2013 | 2015 | 2017 | 2019 | 2020 | 2022 |